# Lumière et Couleur
Lumière et Couleur, de son nom original Light and Colour (Goethe's Theory) – The Morning after the Deluge – Moses Writing the Book of Genesis, qui peut être traduit en Lumière et couleur (la théorie de Goethe), le matin après le déluge, Moïse écrivant le livre de la Genèse, est un tableau de Joseph Mallord William Turner, peint en 1843. Le tableau est exposé à la Tate Britain de Londres.
Il a pour pendant Ombre et Obscurité, la soirée après le déluge (1843, Tate Britain), qui présente le même format carré contenant des mouvements rotatifs.
Le titre indique deux thématiques différentes : le lien avec Traité des couleurs de Johann Wolfgang von Goethe et celui avec le récit biblique.

## Traité des couleurs
Le Traité des couleurs de Goethe est un traité publié en 1810, notamment pour contrer les théories que développe Newton dans son ouvrage Opticks (1704). Il exprime une typologie des couleurs : physiologiques (de l'œil), physiques (des objets) et chimiques (les matériaux qui créent les couleurs). En ce qui concerne la lumière, Goethe pense qu'elle est incolore et qu'elle ne fait que mettre en valeur les différents types de couleurs. 
Ici, Turner suit cette théorie en utilisant des pigments colorés qui indiquent des éléments physiques dans une sorte de tourbillon. La lumière est exprimée à travers les touches de blanc. 

## Le déluge
Le déluge est une scène biblique qui se trouve dans la Genèse. On le connaît plus particulièrement à travers l'histoire de l'arche de Noé qui sauve un couple de chaque espèce. À la suite de cet épisode, Dieu propose une alliance avec les hommes qui se matérialise sous la forme des Dix commandements rédigés par Moïse. Turner a donc représenté ce climat post-apocalyptique et l'espoir religieux à travers la lumière. Au centre se trouve le serpent de bronze de Moïse, utilisé pour sauver le peuple de la peste. L'absence de figure humaine et les couleurs chaudes marquent l'espérance d'une civilisation nouvelle.